# Jaap Eden Trofee 2023
De Jaap Eden Trofee 2023 was de 51e editie van deze wedstrijd marathonschaatsen. De wedstrijd was dit keer niet de traditionele opening van het marathonseizoen, maar de voorlaatste, veertiende manche van de Daikin Marathon Cup. De wedstrijd werd naar 17 februari 2024 verschoven om een eventuele uitloop van werkzaamheden voor te zijn. De Jaap Edenbaan in Amsterdam werd namelijk tijdens de zomer gerenoveerd. Ter ere van de heropening werd een extra Topdivisie marathon georganiseerd in december.

## Wedstrijdverloop

### Topdivisie mannen
Bij de mannen opende Crispijn Ariëns de finale met nog 20 ronden te gaan. Hij kreeg gezelschap van Chiel Smit en twee teruggezakte ploeggenoten. De kopgroep groeide met plukjes overstekers en werd pas na een zware strijd teruggepakt. Met vier ronden te gaan ontsnapte Smit opnieuw. Ariëns ging er een ronde later achteraan en slaagde er in om solo als eerste over de meet te komen. Nederlands kampioen Luc ter Haar werd tweede, vlak voor Cupleider Harm Visser.

### Topdivisie vrouwen
Bij de vrouwen mocht een kopgroep van acht rijdsters de prijzen verdelen. Met name Femke Mossinkoff probeerde nog weg te komen, maar het liep toch uit op een sprint. Hierin reden de enige twee ploeggenoten in de kopgroep, Ineke Dedden en Elsemieke van Maaren, naar respectievelijk de eerste en derde plek. Evi Gelling werd tweede. Van Maaren, de leidster in de Marathon Cup, heeft een flinke voorsprong voor de laatste wedstrijd.

### Beloften mannen
Tijdens de finale van wedstrijd voor beloften mannen, namen Wisse Slendebroek en de Fransman Giovanni Trébouta zo'n honderd meter voorsprong op het peloton. Slendebroek won de sprint van de vluchters, en zijn ploeggenoot Jorian ten Cate de groepsprint. Doordat Slendebroek voor zijn concurrent Arn Botman eindigde, was hij absoluut zeker van de eindzege in de Marathon Cup.

### Beloften vrouwen
Bij de beloften vrouwen bleef een kopgroep van 16 rijdsters over en ging Rienke Boonstra op avontuur in de finale. Muriël Meijer en Kaat van Steekelenburg sloten aan bij Boonstra en het trio leek op weg om de prijzen te verdelen. De achtervolgende groep kwam echter terug en Van Steekelenburgs ploeggenote Heleen Docter reed het gat dicht. De eindsprint werd gewonnen door Gioya Lancee, voor Iris Tiben en Mayke Vriesinga.

## Tijdschema
| Datum                   | Tijd (CET) | Onderdeel           |
| ----------------------- | ---------- | ------------------- |
| Zondag 17 februari 2024 | 18:10      | Beloften vrouwen    |
| Zondag 17 februari 2024 | 19:00      | Top-divisie vrouwen |
| Zondag 17 februari 2024 | 20:15      | Top-divisie mannen  |
| Zondag 17 februari 2024 | 21:45      | Beloften mannen     |

## Podia
| Klasse              | Eerste            | Tweede            | Derde                |
| ------------------- | ----------------- | ----------------- | -------------------- |
| Top-divisie mannen  | Crispijn Ariëns   | Luc ter Haar      | Harm Visser          |
| Top-divisie vrouwen | Ineke Dedden      | Evi Gelling       | Elsemieke van Maaren |
| Beloften mannen     | Wisse Slendebroek | Giovanni Trébouta | Jorian ten Cate      |
| Beloften vrouwen    | Gioya Lancee      | Iris Tiben        | Mayke Vriesinga      |

## Wedstrijdgemiddelden
| Klasse              | Ronden | Tijd     | Snelheid  | Rondetijd | Schaatsster       | Ploeg           |
| ------------------- | ------ | -------- | --------- | --------- | ----------------- | --------------- |
| Top-divisie Mannen  | 125    | 01:08:59 | 43,5 km/h | 33,1 sec  | Crispijn Ariëns   | Team Reggeborgh |
| Beloften Mannen     | 100    | 00:57:45 | 41,6 km/h | 34,7 sec  | Wisse Slendebroek | OKAY/Interfarms |
| Top-divisie Vrouwen | 80     | 00:46:43 | 41,1 km/h | 35,0 sec  | Ineke Dedden      | BDM / BTZ       |
| Beloften Vrouwen    | 60     | 00:36:36 | 39,3 km/h | 36,6 sec  | Gioya Lancee      | BDM / BTZ       |

## Uitslag Top-divisie mannen
De mannen reden 125 ronden in een tijd van 1:08:59. Dit is een gemiddelde van 43,5 kilometer per uur met rondjes 33,1.
| #      | Rijder               | Nationaliteit | Ploeg                             | Ronden | Punten |
| ------ | -------------------- | ------------- | --------------------------------- | ------ | ------ |
| Goud   | Crispijn Ariëns      | Nederland     | Team Reggeborgh                   | 125    | 25,1   |
| Zilver | Luc ter Haar         | Nederland     | Bouwselect / De Haan Westerhoff   | 125    | 21     |
| Brons  | Harm Visser          | Nederland     | Team Jumbo Visma                  | 125    | 18     |
| 4      | Tjerk de Boer        | Nederland     | Royal A-ware                      | 125    | 17     |
| 5      | Sjoerd den Hertog    | Nederland     | Royal A-ware                      | 125    | 16     |
| 6      | Christian Haasjes    | Nederland     | Sprog                             | 125    | 15     |
| 7      | Niels Immerzeel      | Nederland     | VGR Sport / Galesloot constructie | 125    | 14     |
| 8      | Stefan Wolffenbuttel | Nederland     | OKAY/Interfarms                   | 125    | 13     |
| 9      | Jordy Harink         | Nederland     | Royal A-ware                      | 125    | 12     |
| 10     | Roel Boek            | Nederland     | Port of Amsterdam / SKITS         | 125    | 11     |
| 11     | Axel Koopman         | Nederland     | VGR Sport / Galesloot constructie | 125    | 10     |
| 12     | Daan Gelling         | Nederland     | Royal A-ware                      | 125    | 9      |
| 13     | Tom den Heijer       | Nederland     | Sportchaletviehhofen.at           | 125    | 8      |
| 14     | Marco van der Tuin   | Nederland     | A6.nl / KMC                       | 125    | 7      |
| 15     | Homme Jan de Groot   | Nederland     | Bouwselect / De Haan Westerhoff   | 125    | 6      |
| 16     | Evert Hoolwerf       | Nederland     | Team Reggeborgh                   | 125    | 5      |
| 17     | Ruben Marinus        | Nederland     | Sprog                             | 125    | 4      |
| 18     | Maikel Stam          | Nederland     | VGR Sport / Galesloot constructie | 125    | 3      |
| 19     | Bart Vreugdenhil     | Nederland     | Talentenploeg                     | 125    | 2      |
| 20     | Ronald Kruijer       | Nederland     | Bouwselect / De Haan Westerhoff   | 125    | 1      |

## Uitslag Top-divisie vrouwen
De vrouwen reden 80 ronden in een tijd van 46:43. Dit is een gemiddelde van 41,1 kilometer per uur met rondjes 35,0.
| #      | Rijder                 | Nationaliteit | Ploeg                               | Ronden | Punten |
| ------ | ---------------------- | ------------- | ----------------------------------- | ------ | ------ |
| Goud   | Ineke Dedden           | Nederland     | BDM / BTZ                           | 80     | 30,1   |
| Zilver | Evi Gelling            | Nederland     | Turner                              | 80     | 26     |
| Brons  | Elsemieke van Maaren   | Nederland     | BDM / BTZ                           | 80     | 23     |
| 4      | Arianna Pruisscher     | Nederland     | Team Albert Heijn Zaanlander        | 80     | 22     |
| 5      | Loesanne van der Geest | Nederland     | PMG Bakker                          | 80     | 21     |
| 6      | Femke Mossinkoff       | Nederland     | Van Ramshorst Renault               | 80     | 20     |
| 7      | Emma Engbers           | Nederland     | VGR Sport / Vreugdenhil dairy foods | 80     | 19     |
| 8      | Judith Krabbenborg     | Nederland     | Haak powered by OCRE                | 80     | 18     |
| 9      | Lianne van Loon        | Nederland     | KNSB Inline Selectie                | 70     | 12     |
| 10     | Esther Kiel            | Nederland     | BDM / BTZ                           | 70     | 11     |
| 11     | Bente Kerkhoff         | Nederland     | Team Albert Heijn Zaanlander        | 70     | 10     |
| 12     | Tessa Snoek            | Nederland     | VGR Sport / Vreugdenhil dairy foods | 70     | 9      |
| 13     | Beau Wagemaker         | Nederland     | PMG Bakker                          | 70     | 8      |
| 14     | Janne Berkhout         | Nederland     | Van Ramshorst Renault               | 70     | 7      |
| 15     | Veerle van Koppen      | Nederland     | Gewest Fryslan / Victron Energy     | 70     | 6      |
| 16     | Iris van der Stelt     | Nederland     | PEER racefietsen Wijk en Aalburg    | 70     | 5      |
| 17     | Patricia Koot          | Nederland     | KNSB Inline Selectie                | 70     | 4      |
| 18     | Dieuwertje van Kalken  | Nederland     | Turner                              | 70     | 3      |
| 19     | Pien van den Bos       | Nederland     | Wokke Vastgoed                      | 70     | 2      |
| 20     | Hilde Noppert          | Nederland     | Bouwbedrijf De Vries                | 70     | 1      |

## Uitslag beloften mannen
De mannen reden 100 ronden in een tijd van 57:45. Dit is een gemiddelde van 41,6 kilometer per uur met rondjes 34,7.
| Rijder | Nationaliteit     | Ploeg     | Ploeg                           | Ronden | Punten |
| ------ | ----------------- | --------- | ------------------------------- | ------ | ------ |
| Goud   | Wisse Slendebroek | Nederland | OKAY/Interfarms                 | 100    | 25,1   |
| Zilver | Giovanni Trébouta | Frankrijk | Merito                          | 100    | 21     |
| Brons  | Jorian ten Cate   | Nederland | OKAY/Interfarms                 | 100    | 18     |
| 4      | Daan Berkhout     | Nederland | Van Ramshorst Renault           | 100    | 17     |
| 5      | Simon de Smit     | Nederland | Vector                          | 100    | 16     |
| 6      | Arn Botman        | Nederland | Wokke Vastgoed                  | 100    | 15     |
| 7      | Jasper Tinga      | Nederland | Douma Staal                     | 100    | 14     |
| 8      | Rick Meijer       | Nederland | Van Ramshorst Renault           | 100    | 13     |
| 9      | Mitchel Zijp      | Nederland | Forte Sportswear                | 100    | 12     |
| 10     | Jurrian Haasjes   | Nederland | Arbeidsrecht de Graaf           | 100    | 11     |
| 11     | Chris de Velde    | Nederland | Gewest Fryslan / Victron Energy | 100    | 10     |
| 12     | Adne Koster       | Nederland | Speelman / Kuil                 | 100    | 9      |
| 13     | Niek Berden       | Nederland | Traumeel Gel                    | 100    | 8      |
| 14     | Jitse Wiersma     | Nederland | Speelman / Kuil                 | 100    | 7      |
| 15     | Ruud van Egmond   | Nederland | Wokke Vastgoed                  | 100    | 6      |
| 16     | Matthé Pronk      | Nederland | SKITS                           | 100    | 5      |
| 17     | Jochem Posthumus  | Nederland | Speelman / Kuil                 | 100    | 4      |
| 18     | Joost de Jong     | Nederland | Van Ramshorst Renault           | 100    | 3      |
| 19     | Richard van Schie | Nederland | Arktika                         | 100    | 2      |
| 20     | Mats ten Cate     | Nederland | Speelman / Kuil                 | 100    | 1      |

## Uitslag beloften vrouwen
De vrouwen reden 60 ronden in een tijd van 36:36. Dit is een gemiddelde van 39,3 kilometer per uur met rondjes 36,6.
| #      | Rijder                 | Nationaliteit | Ploeg                               | Ronden | Punten |
| ------ | ---------------------- | ------------- | ----------------------------------- | ------ | ------ |
| Goud   | Gioya Lancee           | Nederland     | BDM / BTZ                           | 60     | 25,1   |
| Zilver | Iris Tiben             | Nederland     | Wokke Vastgoed                      | 60     | 21     |
| Brons  | Mayke Vriesinga        | Nederland     |                                     | 60     | 18     |
| 4      | Esmée Brommer          | Nederland     | PMG Bakker                          | 60     | 17     |
| 5      | Sylvia de Vries        | Nederland     | Gewest Fryslan / Victron Energy     | 60     | 16     |
| 6      | Manon Gremmen          | Nederland     | Husqvarna / Praktijk Centrum Bomen  | 60     | 15     |
| 7      | Jolanda Langeland      | Nederland     | Speelman / Exclusief Vastgoedbeheer | 60     | 14     |
| 8      | Lidia Tempert          | Nederland     | Boltrics                            | 60     | 13     |
| 9      | Heleen Docter          | Nederland     | Fortune Coffee                      | 60     | 12     |
| 10     | Floor Besteman         | Nederland     | Vector                              | 60     | 11     |
| 11     | Florien Bolks          | Nederland     | Boltrics                            | 60     | 10     |
| 12     | Sterre Kuijs           | Nederland     | Haak                                | 60     | 9      |
| 13     | Iza Stekelenburg       | Nederland     | Vector                              | 60     | 8      |
| 14     | Muriël Meijer          | Nederland     | Haak                                | 60     | 7      |
| 15     | Kaat van Steekelenburg | Nederland     | Fortune Coffee                      | 60     | 6      |
| 16     | Rienke Boonstra        | Nederland     | Leontienhuis                        | 60     | 5      |
| 17     | Maaike Koelewijn       | Nederland     | Fortune Coffee                      | 50     | 4      |
| 18     | Jet Fransen            | Nederland     | Wokke Vastgoed                      | 50     | 3      |
| 19     | Emma Noz               | Nederland     |                                     | 50     | 2      |
| 20     | Kim Zuiver             | Nederland     | Leontienhuis                        | 50     | 1      |